# Революционаризм
Революционизм (уст. революционаризм фр. révolutionnarisme), революционность — это идеология или политическая позиция, которая выступает за коренные и быстрые изменения в обществе, часто через революцию. Революционизм противопоставляется реформизму, который предполагает постепенные изменения в рамках существующей системы.

## Революционизм как подход
Революционисты воспринимают существующую систему несправедливой или неэффективной. Для достижения значительных перемен допускают решительные действия, включая свержение существующего порядка.
Этот подход может применяться в различных сферах: политике, экономике, культуре или социальной жизни. Революционаризм (революционизм) часто ассоциируется с радикальными движениями, такими как социалистические, коммунистические, анархистские или националистические течения, которые стремятся к коренному преобразованию общества.

## См.также
- Радикализм
- Революционный социализм